# Pierre Santini
Pour les articles homonymes, voir Santini.
 (juillet 2017).
Si vous disposez d'ouvrages ou d'articles de référence ou si vous connaissez des sites web de qualité traitant du thème abordé ici, merci de compléter l'article en donnant les références utiles à sa vérifiabilité et en les liant à la section « Notes et références ».
Pierre Santini, né le 9 août 1938 à Paris 16e, est un comédien, metteur en scène et directeur de théâtre franco-italien.

## Biographie
Pierre Vincent Jean Santini naît le 9 août 1938 dans le 16e arrondissement de Paris.

### Formation
Pierre Santini est le fils du peintre Pio Santini et de Yolande Croci. Son grand-père maternel, Pietro Croci, fut directeur du Corriere della Sera.[réf. souhaitée]
Élève de l'école Charles Dullin au sein du TNP de Jean Vilar, il est formé par Georges Wilson, Jean-Pierre Darras, Alain Cuny, Charles Charras et Jean Vilar lui-même, puis par Jacques Lecoq et Pierre Valde.[réf. souhaitée]

### Comédien
À partir de 1963, Pierre Santini interprète de nombreux rôles à la télévision où il acquiert une grande popularité dans des séries comme Rocambole, L'Homme du Picardie, Un juge, un flic et François Gaillard ou la vie des autres.[réf. souhaitée]
Mais c'est surtout au théâtre qu'il exprime avec passion son talent : il y interprète de nombreux rôles, parfois dans des mises en scène signées par lui-même. Il est Cyrano de Bergerac à deux reprises, en 1984 sous la direction de Jérôme Savary, et en 1997, sous celle du metteur en scène italien Pino Micol, et Figaro dans Le Mariage de Figaro, également à deux reprises sous la direction d'Arlette Téphany et Pierre Vielhescaze. Puis il tient le rôle-titre du Roi Lear en 1999 au Théâtre de Mézières, en Suisse.[réf. souhaitée]
Au cinéma, il tourne notamment avec Claude Chabrol, Joyce Buñuel, Nadine Trintignant, Claude Lelouch, Yves Boisset, Jacques Bral et Pierre Courrège.

### Directeur de théâtre
Dès 1958, Pierre Santini participe activement au développement du théâtre populaire et de la décentralisation.[réf. souhaitée]
En 1975, il fonde sa première compagnie, le Théâtre du Décaèdre, et monte Rashōmon d'après Akutagawa Ryunosuke.[réf. souhaitée]
En 1983, il crée le TBM, théâtre des Boucles de la Marne à Champigny-sur-Marne qu'il dirige pendant huit ans et où il produit notamment Andromaque, Gracchus Babeuf de Henri Bassis et Le Malade imaginaire.[réf. souhaitée]
Il fonde ensuite la Compagnie Pierre Santini où il produit, met en scène et interprète de nombreuses créations dramatiques (Fausse adresse, Page 27, Capitaine Bringuier).[réf. souhaitée]
De 2003 à 2012, il dirige le théâtre Mouffetard, théâtre municipal du 5e arrondissement de Paris.[réf. souhaitée]

### Autres activités
Pierre Santini est successivement président du centre français du théâtre et représentant français et vice-président de l'Institut international du théâtre (de 1996 à 2000), président de l'ADAMI (de 1999 à 2005).[réf. souhaitée]
Il préside aussi en 2004 et 2005 la Nuit des Molières, et les associations Cultures du cœur, qui lutte contre l'exclusion par l'accès à la culture, et Accueil pour la mémoire et la transmission des arts.[réf. souhaitée]
En 1990, il signe l'Appel des 75 contre la guerre du Golfe.[réf. souhaitée]
Pierre Santini a œuvré pour la création d'une chaîne télévisée du patrimoine dédiée aux œuvres télévisuelles de l'ORTF. Le projet n'a pas abouti.
Il a traduit en français des chansons de Paolo Conte, les a chantées lors de spectacles et a enregistré un CD.

### Vie privée
Pierre Santini est père de quatre filles.[réf. nécessaire]
Son frère cadet, Claude Santini (mort en 2009), fut Président de l’Académie nationale de pharmacie en 2008 et son frère benjamin, Mario Santini, fut aussi comédien et, comme lui, spécialisé dans le doublage[réf. souhaitée].
Il a milité au Parti communiste français de 1971 à 1978, puis de 1981 à 1991.

## Théâtre

### Comédien
- 1958 : La Farce du poulier : M. de la Hametonière
- 1959 : Amal et la lettre du Roi de Rabindranath Tagore
- 1959 : Till l'Espiègle (comédie de l'Est), mise en scène de René Jauneau
- 1959 : Le Crapaud-buffle d'Armand Gatti, mise en scène Jean Vilar, Théâtre Récamier : le coryphée
- 1960 : L'Illusion comique de Corneille, mise en scène Rafael Rodríguez : Clindor
- 1963 : La Vie imaginaire de l'éboueur Auguste Geai d'Armand Gatti, mise en scène Jacques Rosner, Théâtre de la Cité Villeurbanne
- 1963 : Tartuffe de Molière, mise en scène Roger Planchon, Théâtre de la Cité de Villeurbanne : Damis
- 1964 : Troïlus et Cressida de William Shakespeare, mise en scène Roger Planchon, Théâtre de l'Odéon : Diomède
- 1964 : La Remise de Roger Planchon, mise en scène de l'auteur, Théâtre de l'Odéon : Paul Chausson
- 1964 : La Vie imaginaire de l'éboueur Auguste Geai d'Armand Gatti, mise en scène Jacques Rosner, Théâtre de l'Odéon : Christian
- 1965 : Les Chiens de Tone Brulin, mise en scène Gabriel Garran, Théâtre de la Commune
- 1965 : La mort d'un commis voyageur d'Arthur Miller, mise en scène Gabriel Garran : Happy Loman
- 1966 : Chant public devant deux chaises électriques d'Armand Gatti, mise en scène de l'auteur, TNP Théâtre de Chaillot
- 1966 : Un homme seul d'Armand Gatti, mise en scène de l'auteur, Comédie de Saint-Étienne
- 1967 : Les Visions de Simone Machard de Bertolt Brecht, mise en scène Gabriel Garran, Théâtre de la Commune
- 1968 : Les Visions de Simone Machard de Bertolt Brecht, mise en scène Gabriel Garran, Théâtre-Maison de la culture de Caen
- 1968 : La Mère de Bertolt Brecht, mise en scène Jacques Rosner, TNP Théâtre de Chaillot : Pavel Vlassov
- 1971 : Henri VIII de William Shakespeare, mise en scène Gabriel Garran, Théâtre de la Commune : Henri VIII
- 1971 : Vétir ceux qui sont nus de Luigi Pirandello, mise en scène René Dupuy, Théâtre de l'Athénée-Louis-Jouvet
- 1972 : Victor ou les Enfants au pouvoir de Roger Vitrac, mise en scène Jean Bouchaud, Comédie de Caen
- 1973 : Le Quichotte Chevalier d'errance d'après Miguel de Cervantès, mise en scène Gabriel Garran, Festival d'Avignon, Théâtre Gérard Philipe
- 1974 : L'Odyssée pour une tasse de thé de Jean-Michel Ribes, mise en scène de l'auteur, Théâtre de la Ville
- 1975 :Rashōmon d'Akutagawa Ryunosuke mise en scène de lui-même
- 1977 : Le Mariage de Figaro de Beaumarchais, mise en scène Arlette Téphany
- 1981 : Thérèse Raquin d'Émile Zola, mise en scène Raymond Rouleau, Théâtre de Boulogne-Billancourt
- 1983 : Chaud et froid de Fernand Crommelynck, mise en scène de lui-même, Nouveau Carré Silvia Monfort
- 1983 : Le Calcul de Jeannine Worms, mise en scène Jacques Échantillon, Théâtre Essaïon
- 1984 : Cyrano de Bergerac d'Edmond Rostand, mise en scène Jérôme Savary, Théâtre Mogador et tournée (Lyon, Montpellier, Cannes, Orléans)
- 1986 : La Camisole de Joe Orton, mise en scène d'Éric Kahane
- 1988 : Ami, entends-tu... de Pierre Santini, Zoran Tasic et Yannick Mancel
- 1990 : Le Malade imaginaire de Molière : Argan
- 1991 : Le Roi pêcheur de Julien Gracq, mise en scène Jean-Paul Lucet, Théâtre des Célestins
- 1993 : Demain, une fenêtre sur rue de Jean-Claude Grumberg, mise en scène Jean-Paul Roussillon, Théâtre national de la Colline
- 1994 : Fausse adresse de Luigi Lunari, mise en scène Pierre Santini, Théâtre La Bruyère : le PDG
- 1994 : La Guerre civile de Henry de Montherlant, mise en scène Régis Santon, Théâtre Silvia-Monfort, Théâtre des Célestins : Pompée
- 1996 : Page 27 de Jean-Louis Bauer, mise en scène Pierre Santini, Théâtre Tristan Bernard
- 1999 : Cyrano de Bergerac d'Edmond Rostand, mise en scène Pino Micol, Théâtre Déjazet : Cyrano
- 1999 : Le Roi Lear de William Shakespeare, mise en scène Michel Grobéty : Lear
- 2000 : La main passe de Georges Feydeau, mise en scène Gildas Bourdet, Théâtre national de Chaillot, Théâtre Comédia
- 2001 : Mémoires d'Hadrien d'après Marguerite Yourcenar, mise en scène Michel Grobéty
- 2002 : Mémoires d'Hadrien d'après Marguerite Yourcenar, mise en scène Michel Grobéty, Théâtre du Chêne Noir
- 2001, 2002, 2003 : L’Éducation de Rita de Willy Russell, mise en scène Michel Fagadau, Comédie des Champs-Élysées
- 2004 : Mariage (en) blanc de Roberto Cavosi, mise en scène Pierre Santini, Théâtre Mouffetard, Théâtre de l'Œuvre
- 2004 : Angelo, tyran de Padoue de Victor Hugo, mise en scène Philippe Person, Théâtre Mouffetard
- 2005 : Maître Puntila et son valet Matti de Bertolt Brecht, mise en scène Daniel Benoin, Comédie de Saint-Étienne : Puntila
- 2006 : Rodin tout le temps que dure le jour de Françoise Cadol, mise en scène Christophe Luthringer, Théâtre Mouffetard
- 2006 : Le Molière imaginaire de Jean-Michel Bériat et Yvan Varco, mise en scène Giovanni Pampiglione, Théâtre Mouffetard : Molière
- 2007 : L’Éducation de Rita de Willy Russell, mise en scène Christophe Lidon, Théâtre Mouffetard (avec sa fille Adriana Santini)
- 2008 : La Nuit de Valognes d'Éric-Emmanuel Schmitt, mise en scène Régis Santon, en tournée française : Don Juan
- 2008 : La Retraite de Russie de William Nicholson, mise en scène John R. Pepper, Petit Montparnasse
- 2008 : Maître Puntila et son valet Matti de Bertolt Brecht, mise en scène Daniel Benoin, Théâtre national de Nice
- 2008 : L’Éducation de Rita de Willy Russell, mise en scène Christophe Lidon, Théâtre Mouffetard, Théâtre Montansier
- 2009 : Pierre Santini chante Paolo Conte, Théâtre Mouffetard
- 2009 : Douze Hommes en colère de Reginald Rose, mise en scène Stephan Meldegg, Théâtre de Paris
- 2010 : La Confusion des sentiments d'après Stefan Zweig, mise en scène Michel Kacenelenbogen, Théâtre Mouffetard : le professeur
- 2010 : Dominici : un procès impitoyable de Marc Fayet, mise en scène Robert Hossein, Théâtre de Paris : Gaston Dominici
- 2010 : Rendez-vous de Miklós László spectacle musical d'après sa pièce The Shop Around the Corner, "la Boutique au coin de la rue", mise en scène Jean-Luc Revol, Théâtre de Paris
- 2013 : La véritable histoire de Maria Callas, de Jean-Yves Rogale, mise en scène Raymond Acquaviva, Théâtre Déjazet : Aristote Onassis
- 2013 : Fratricide de Dominique Warluzel, mise en scène Delphine de Malherbe, tournée
- 2014 : Alinéa-Rose de Annick Perez, mise en scène Alfred Lot, Ciné 13 Théâtre
- 2014 : Fratricide de Dominique Warluzel, mise en scène Delphine de Malherbe, Festival d'Avignon off
- 2014 : Jaurès, Clemenceau : Quelle République voulons-nous? de Bruno Fuligni, mise en scène Jean-Claude Drouot, Théâtre Sorano
- 2015 : Barbe-Bleue de Amélie Nothomb, mise en scène Pierre Santini, Festival d'Avignon off
- 2016 : L'École des femmes de Molière, mise en scène Armand Éloi, tournée
- 2017 : Pleins Feux de Mary Orr, mise en scène Ladislas Chollat, théâtre Hébertot
- 2017 : La Passation de Christophe Mory, mise en scène Alain Sachs, théâtre Les Feux de la rampe, Paris
- 2017 - 2018 : Au revoir... et merci! de Bruno Druart et Patrick Angonin, mise en scène Didier Brengarth , tournée, tournage Paris Première
- 2018 : Dialogue aux enfers : Machiavel - Montesquieu de Maurice Joly, adaptation et mise en scène Marcel Bluwal, Théâtre de Poche Montparnasse
- 2023 : Non loin d'ici de John Patrick Shanley, mise en scène Manuel Olinger, Théâtre des Gémeaux (Festival off d'Avignon)

### Metteur en scène
- 1975 : Rashōmon d'Akutagawa Ryunosuke, Théâtre Romain Rolland de Villejuif
- 1983 : Chaud et Froid de Fernand Crommelynck, Nouveau Carré Silvia Monfort
- 1983 : Le chariot de terre cuite de Claude Roy, Théâtre des Boucles de la Marne
- 1985 : Andromaque de Racine, Théâtre des Boucles de la Marne
- 1988 : Gracchus Babeuf d'Henri Bassis, mise en scène avec Giovanni Pampiglione, Théâtre des Boucles de Marne
- 1991 : Nous Charles XII de Bernard Da Costa
- 1994 : Fausse adresse de Luigi Lunari, Théâtre La Bruyère
- 1996 : Page 27 de Jean-Louis Bauer, Théâtre Tristan-Bernard
- 1997 : Capitaine Bringuier de Pascal Lainé, Festival d'Avignon et Théâtre de l'Atelier
- 2004 : Mariage (en) blanc de Roberto Cavosi, Théâtre Mouffetard, Théâtre de l'Œuvre
- 2005 : Ces dames de bonne compagnie de Bruno Druart
- 2006 : Mariage (en) blanc de Roberto Cavosi à l'Atelier de Louvain-la-Neuve (Belgique) : nouvelle mise en scène
- 2008 : Hygiène de l'assassin d'Amélie Nothomb, Théâtre Le Public Bruxelles

## Filmographie

### Cinéma

#### Longs métrages
- 1960 : Les Signes du zodiaque de Max Damain
- 1960 : Le Dialogue des carmélites de Philippe Agostini
- 1965 : Paris brûle-t-il ? de René Clément
- 1967 : Soleil Ô de Med Hondo
- 1968 : Pierre et Paul de René Allio
- 1971 : L'Homme au cerveau greffé de Jacques Doniol-Valcroze
- 1971 : L’Italien des roses de Charles Matton
- 1971 : Le Droit d'aimer d'Éric Le Hung
- 1972 : L'Attentat d'Yves Boisset
- 1972 : Le Mataf de Serge Leroy
- 1973 : Défense de savoir de Nadine Trintignant
- 1974 : Une partie de plaisir de Claude Chabrol
- 1974 : Les Innocents aux mains sales de Claude Chabrol
- 1975 : Le Voyage de noces de Nadine Trintignant
- 1977 : L'Ordre et la sécurité du monde de Claude d'Anna
- 1977 : La Jument-vapeur de Joyce Buñuel
- 1982 : Le Démon dans l'île de Francis Leroi
- 1983 : Polar de Jacques Bral
- 1984 : Une Américaine à Paris (American Dreamer) de Rick Rosenthal
- 2004 : Les Parisiens, trilogie de Claude Lelouch
- 2006 : Un printemps à Paris de Jacques Bral
- 2013 : Un homme d'État de Pierre Courrège
- 2015 : Balade avec Beethoven de Michel Bartolini et Claudio Giova
- 2022 : Envol de Frédéric Cerulli

#### Courts métrages
- 1966 : C'est écrit dans le ciel de Max Damain (série de courts-métrages)
- 1971 : Le Cœur renversé de Maurice Frydland
- 1972 : Lüger de Georges Bensoussan et Christian Bricout (sélection Quinzaine des réalisateurs - 1972)
- 1973 : La Mort du rat de Pascal Aubier
- 2000 : Abdel a rendez-vous de Sheila O'Connor

### Télévision
- 1964 : Rocambole de Jean-Pierre Decourt : Léon
- 1964 : La Terreur et la Vertu : Danton - Robespierre de Stellio Lorenzi
- 1965 : Seule à Paris réalisé par Robert Guez : Michel
- 1968 : L'Homme du Picardie réalisé par Jacques Ertaud : Julien Durtol
- 1969 : Jean-Roch Coignet, feuilleton télévisé de Claude-Jean Bonnardot : Gervais
- 1971 : François Gaillard ou la vie des autres réalisé par Jacques Ertaud : François Gaillard
- 1971 : L'homme d'Orlu réalisé par Jacques Krier
- 1972 : Dimanche volé de Serge Ganzl réalisé par Gérard Chouchan
- 1972 : Paix à ses cendres réalisé par  Guy Lessertisseur
- 1973 : Les cœurs nets réalisé par Jacques Krier
- 1974 : Antoine Bloyé de Bernard Thomas réalisé par Marcel Bluwal : Antoine Bloyé
- 1975 : Azev, le tsar de la nuit réalisé par Guy Lessertisseur : Azev
- 1976 : Une place forte réalisé par Guy Jorré
- 1977-1979 : Un juge, un flic de Denys de La Patellière (série télévisée) : Commissaire Villequier
- 1977 : Dossier danger immédiat - épisode Il ne manque que vous - de Claude Barma
- 1977 : Un été Albigeois de Jacques Trébouta
- 1979 : Les Héritiers - Juste la Seine à traverser - réalisé par Joyce Bunuel
- 1979 : Le Roi Muguet de Guy Jorré
- 1979 : Les Cinq Dernières Minutes - épisode Mort à la criée - de Claire Jortner : Bruno
- 1979 : Messieurs les Jurés : L'Affaire Brouchaud de Nat Lilenstein
- 1980 : La Vie des autres - épisode La croix dans le cœur - série télévisée de Pierre Goutas : Sergio
- 1981 : Julien Fontanes, magistrat de Jean Pignol, épisode Un si joli petit nuage
- 1981 : The man who married a french wife d'Irwin Shaw réalisé par John Glenister
- 1982 : La vie de Mozart réalisé par Marcel Bluwal : Schikaneder
- 1983 : La Guérilla ou les Désastres de la guerre (Los Desastres de la guerra), série télévisée de Mario Camus : Napoléon
- 1984 : À titre posthume de Paul Vecchiali
- 1984 : Aéroport (série) Issue de secours de Joyce Bunuel
- 1986 : Félicien Grevèche réalisé par Michel Wyn : Capitaine Guédan
- 1987 : Deux de conduite réalisé par François Dupont-Midi, écrit et interprété par lui-même et Ronny Coutteure : Bruno
- 1990-1992 : Le Lyonnais : Albert « Morphée » Detouris
- 1992-1996 : Les Cinq Dernières Minutes : Commissaire Massard
- 1994 : Saint-Exupéry : La dernière mission de Robert Enrico : Didier Daurat
- 1998 : Victor Schœlcher, l'abolition de Paul Vecchiali : Arago
- 2004 : Commissaire Moulin : Louis Ravier
- 2004 : Navarro : Paoli père
- 2004 : Une femme d'honneur - épisode Mortelle cavale de Michaël Perrotta : Marc Blondin
- 2005 : La Séparation de François Hanss : Maurice Allard
- 2007 : Dombais et fils de Laurent Jaoui : Sacotte
- 2009 : Un viol de Marion Sarraut : Henri Morand
- 2010-2021 : Alice Nevers : Le juge est une femme : le père d'Alice Nevers
- 2011 - 2014 : Clem : Jean-Jacques (grand-père paternel de Clémentine et Salomé)
- 2014 : Le Port de l'oubli de Bruno Gantillon

## Voix off
- 1973 : Septembre chilien de Bruno Muel et Théo Robichet : récitant
- 1975 : Avec le sang des autres de Bruno Muel : narrateur
- 2010 : L'Incroyable histoire de Gaston et Lucie : narrateur

## Doublage

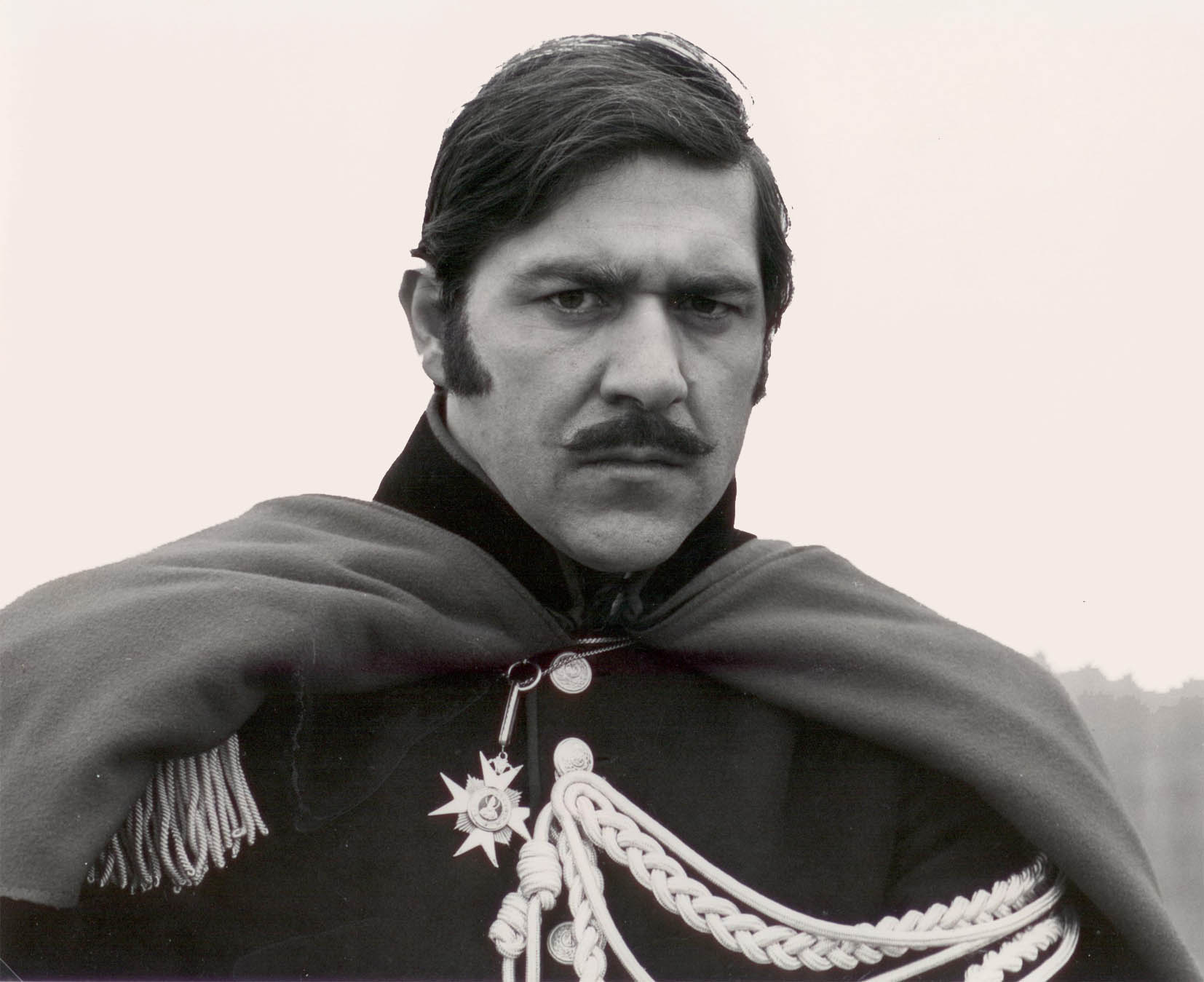
Capitaine Zambelli, dans Il passatore en 1976.

### Cinéma

#### Films
- Donald Sutherland dans :
  - L'Invasion des profanateurs (1978) : Matthew Bennell
  - American College (1978) : le professeur Dave Jennings

- John Noble dans :
  - Le Seigneur des anneaux : Les Deux Tours (2002) : Denethor (version longue)
  - Le Seigneur des anneaux : Le Retour du roi (2003) : Denethor

- Anthony Hopkins dans : 
  - Marie (2024) : le roi Hérode le Grand
  - Piégé (2025) : William

- 1972 : Far West Story : Jed Trigado (Tomás Milián)
- 1978[n 1] : La Grande Menace : l'inspecteur Brunel (Lino Ventura)
- 1979 : Apocalypse Now : le lieutenant-colonel Bill Kilgore (Robert Duvall) (1er doublage)
- 1979 : Le Tambour : Alfred Matzerath (Mario Adorf)
- 1979 : Le Secret de la banquise : Paul Hartman (Lawrence Dane)
- 1986 : Extra sangsues : Ray Cameron (Tom Atkins)
- 2005 : Stage Beauty : Betterton (Tom Wilkinson)
- 2008 : Julia : Mitch (Saul Rubinek)

#### Film d'animation
- 2022 : Pinocchio : Geppetto[5]

### Télévision

#### Téléfilm
- 1991 : L'Enfant des loups : le moine Fortunat
- 1999 : La Ferme des animaux : M. Pilkington

#### Série télévisée
- 2024 : Supersex : ? ( ? )

### Jeu vidéo
- 2015 : The Witcher 3: Wild Hunt : Philippe Strenger dit le Baron Sanglant

## Activités en Italie
Festival de Spoleto :
- 1982 : La Mafia de Witkiewicz, mise en scène de Giovanni Pampiglione : le pape Jules II
- 1984 : Il ballo dei Manicchini de Bruno Jasieński, mise en scène de Giovanni Pampiglione

Rai (télévision) :
- 1976 : Enquêtes à l'italienne réalisé par Paolo Poeti
- 1976 : Appuntamento a Budapest réalisé par Paolo Poeti
- 1977 : Il passatore réalisé par Piero Nelli : capitano Zambelli

## Distinctions
- Chevalier de la Légion d'honneur (2013)[6].
- Chevalier de l'ordre national du Mérite (2000).
- Officier de l'ordre des Arts et des Lettres (promotion en 2004).
- Médaille de vermeil de la Ville de Paris.
- Commandatore della Stella della Solidarieta italiana (2005).
- Prix de la Société italienne des auteurs et éditeurs pour la traduction de Maresciallo Butterfly de Roberto Cavosi (1998).